# The Godfather II (spil)
The Godfather II er et open-world computerspil baseret på The Godfather-serien, der blev udgivet i 2009 af Electronic Arts. Spillet er tilgængeligt både på computer, PlayStation 3 og Xbox 360, og kan spilles online.

## Starten
Spillet starter med at man skal skabe sin egen karakter, en helt unik gangster. Derefter bliver der spillet en mindre intro, som omhandler et møde mellem forskellige familier, som har "forretninger" i Cuba. Mødet er en forkortet version af et møde som foregår i The Godfather II filmen. I spillet handler mødet om at en mafiaboss, Roth, ønsker at videregive sine "forretninger" til de fremmødte familier. Et andet emne er de rebeller som under Fidel Castro truer med at overtage magten i landet. I Cuba har familierne tætte kontakter med den cubanske regering, som under Batista har udviklet sig til en regering, der har fokus på at drive forretninger med Mafiaen og USA's regering. Næste scene er i præsident paladset hvor Corleone-Familien er blevet inviteret. Uheldigvis, for familien, bryder den Cubanske revolution ud. Efter at have snakket med folkene i paladset skal man kæmpe sig vej ud af byen mod den nærmeste lufthavn. Uheldigvis bliver ens boss dræbt af en snigskytte. Hvorefter man flyver hjem til New York.

## Selve spillet
Du bliver nu udnævnt til Don over en del af Corleone-Familien. Hvor man skal udfylde de tomme pladser i familien. Efter dette kan du vælge at overtage hele byen, et par butikker, eller gå videre i forløbet (med det menes det at man gør hvad man bliver bedt om med det samme eller om man venter til det passer en). Missions målene omhandler for det meste handlingen i filmen The Godfather II
Miljøet foregår i New York, Floridaog i Cuba, i 1960'erne.
Spillet lægger blandt andet mere vægt på at forbedre Dons funktion i spillet, hvilket der ikke var blevet lagt så meget vægt på i det originale The Godfather: The Game.